# Bindeegnene
Bindeegnene er en ældre betegnelse for de egne i Jylland, hvor strikning af uldvarer blev drevet som væsentlig indtægtskilde.
Ved midten af det 19. århundrede regnedes 90 sogne (i Viborg, Ringkøbing, Vejle og Skanderborg Amter) at henhøre til Bindeegne, og i disse sogne var omtrent 2/3 af befolkningen sysselsatte med binding, dvs strikning.
"I nogle Sogne", siger Steen Steensen Blicher, "gaar Bindingen saa vidt, at de fleste, især af Kvindekønnet, end ikke paa deres Vandringer lægger Bindetøjet til Side. Ja, der gives endog mange, som om Helligdage strikker, lige til de naar Kirkedøren, og, naar de træder ud af Kirken, atter tager fat paa Arbejdet".
I slutningen af 1800-tallet indskrænkedes bindingen væsentlig til Hammerum Herred samt den vestlige del af Lysgård og Middelsom Herreder, og forsvandt helt i løbet af første halvdel af 1900-tallet. I stedet overtog en egentlig tekstilindustri.
Befolkningen i Lysgård, Hammerum, Bølling og Ulfborg Herreder fik, ved reskript af 14. februar 1741, ret til at forhandle hjemmegjorte uldvarer ved "Omløbere" overalt i riget.